# Агентство развития экономических зон Азербайджана
Агентство развития экономических зон Азербайджана (азерб. İqtisadi Zonaların İnkişafı Agentliyi) — государственный орган, осуществляющий организацию деятельности, управление и развитие промышленных парков, промышленных кварталов, агропарков Азербайджана.

## История
Агентство образовано 22 января 2021 года при Министерстве экономики Азербайджана.

## Направления деятельности
Агентство является управляющей организацией следующих промышленных парков:
1. Сумгаитский химический промышленный парк
2. Мингячевирский промышленный парк
3. Гарадагский промышленный парк
4. Пираллахинский промышленный парк
5. Агдамский промышленный парк
6. Промышленный парк «Экономическая зона Аразской долины»

Под управлением Агентства развития экономических зон находятся 4 промышленных квартала:
- Гаджигабульский промышленный квартал
- Масаллинский промышленный квартал
- Нефтчалинский промышленный квартал
- Сабирабадский промышленный квартал

Начиная с 2014 года в рамках государственного-частного партнёрства был дан старт созданию 51 агропарка на 240 тысяч гектар в 32 районах Азербайджана. На территории 190 тысяч гектар созданы 44 агропарка. 35 агропарков специализируются на растениеводстве, 14 — на растениеводстве и животноводстве, 1 — на животноводстве, еще один — на сортировке-упаковке, переработке и логистике.
С января 2023 года Агентством развития экономических зон, которое осуществляет управление агропарками, осуществляются работы по ведению реестра агропарков, выдаче свидетельств о регистрации резидента агропарка юридическим и физическим лицам.
На 1 января 2024 года статус резидента промышленных зон получили 142 субъекта предпринимательства.
Резиденты парков на 10 лет с даты их регистрации освобождаются от налога на имущество, землю, прибыль, НДС при импорте и таможенных пошлин при ввозе техники, технологического оборудования и установок для производственных целей. 
За период деятельности резидентов им было предоставлено льгот на НДС при импорте и таможенных льгот на сумму 489 млн манат.

## Центр профессионального образования
При Агентстве 19 апреля 2013 года создан центр профессионального образования, обеспечивающий подготовку квалифицированных кадров по промышленным специальностям. Центр открыт 14 сентября 2020 года.
В Центре ведётся подготовка по следующим специальностям: веб-дизайнер и программист, графический дизайнер, оператор токарных и фрезерных станков, специалист агросервиса, мастер автоматизации, мастер промышленного монтажа, оператор машин с программным управлением, электромонтер по обслуживанию и ремонту электрооборудования, монтажник систем и оборудования отопления-охлаждения, вентиляции, техник-электронщик, техник информационно-коммуникационных технологий (двойное образование по немецкой учебной программе), программирование в компьютерных системах, монтаж и эксплуатация электрооборудования в промышленных и гражданских зданиях, монтаж и эксплуатация промышленного оборудования с программным управлением.